# La Voyageuse
Pour plus de détails, voir Fiche technique et Distribution.
La Voyageuse (hangeul : 여행자의 필요 ; RR : Yeohaengjaui pilyo ; litt. « Besoins de la voyageuse ») est un film sud-coréen réalisé par Hong Sang-soo, sorti en 2024.
Il est présenté en avant-première mondiale, en compétition, à la Berlinale 2024. Il y remporte le grand prix du jury.

## Synopsis
Dans un parc, une femme française, assise sur un banc et jouant de la flûte destinée à des enfants, semble venir de nulle part. On lui propose alors d'enseigner le français à deux élèves sud-coréennes.

## Fiche technique

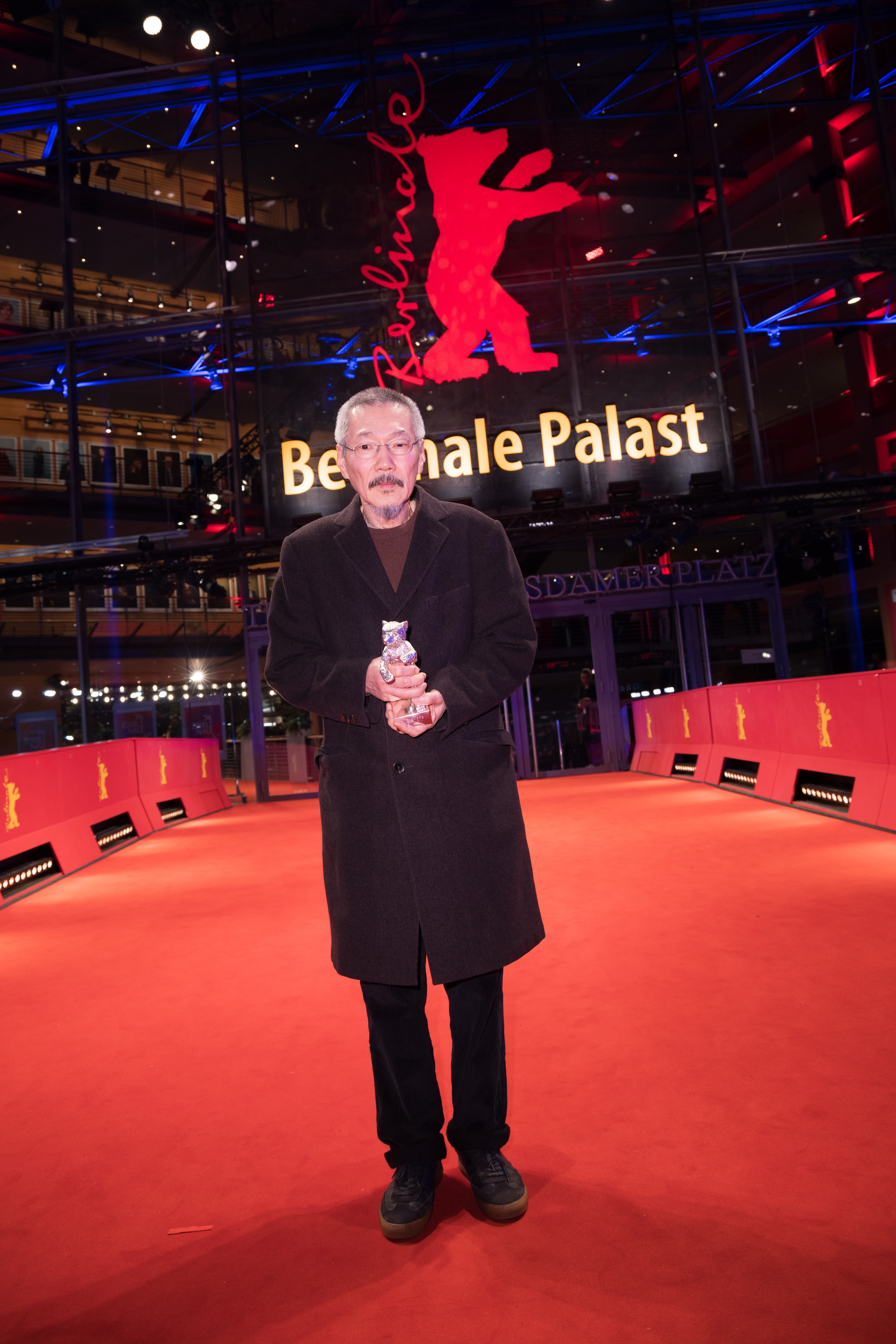
Hong Sang-soo et son Ours d'argent pour le grand prix du jury de la Berlinale.

Sauf indication contraire ou complémentaire, les informations mentionnées dans cette section peuvent être confirmées par la base de données KMDb
- Titre original : 여행자의 필요 (Yeohaengjaui pilyo)
- Titre français : La Voyageuse
- Titre anglais : A Traveler's Needs
- Réalisation et scénario : Hong Sang-soo
- Musique : Hong Sang-soo
- Photographie : Hong Sang-soo
- Montage : Hong Sang-soo
- Production : Hong Sang-soo
- Société de production : Jeonwonsa Film
- Société de distribution : Contents Panda
- Pays de production :  Corée du Sud
- Langue originale : coréen, français, anglais
- Format : couleur - Dolby Digital
- Genre : drame
- Durée : 90 minutes
- Dates de sortie :
  - Allemagne : 19 février 2024 (Berlinale)[2]
  - Corée du Sud : 24 avril 2024
  - France : 22 janvier 2025

## Distribution
- Isabelle Huppert : Iris
- Lee Hye-young : Won-joo
- Kwon Hae-hyo : Hae-soon
- Ha Seong-guk : In-geok
- Jo Yoon-hee : Yeon-hee
- Kim Seung-yun : I-song
- Kang So-yi : So-ha
- Ha Jin-wha : Ran-hee

## Production

### Développement
Fin juin 2023, Hong Sang-soo est mentionné pour son nouveau film avec Isabelle Huppert, il s'agit de la troisième collaboration ensemble, après In Another Country (다른 나라에서, 2012) et La Caméra de Claire (클레어의 카메라, 2017). Cette dernière précise, dans un entretien avec Libération en novembre suivant, que « sur le dernier film, (…) il n’y avait plus de chef-op, Hong Sang-Soo fait lui-même la lumière. La caméra est tellement petite qu’on ne la voit pas. (…) Il n’y avait pas de script. Et il n’y avait pas d’ingé-son, juste une fille avec une perche. ».
Mi-janvier 2024, le titre anglais est révélé : A Traveler's Needs, en compétition à la Berlinale.

### Tournage
Le tournage débute fin juin 2023, en Corée du Sud.

## Récompense
- Berlinale 2024 : Grand prix du jury[6]